# Dunasziget
Dunasziget (deutsch Milchdorf) ist eine Gemeinde in Ungarn mit 1.457 Einwohnern und liegt im Komitat Győr-Moson-Sopron.

## Geographie
Die Gemeinde liegt im Kreis Mosonmagyaróvár, das zum Komitat Győr-Moson-Sopron gehört. Sie ist 13 km von der Stadt Mosonmagyaróvár und der dortigen Anschlussstelle zur Autobahn M1 entfernt. Dunasziget befindet sich auf der Kleinen Schüttinsel, die bis zur 2 km entfernten slowakischen Grenze reicht, die dort entlang des Hauptarms der Donau führt. Das Dreiländereck mit der österreichischen Grenze ist ebenfalls nur 20 km entfernt, die slowakische Hauptstadt Bratislava liegt in 40 km Distanz und Wien in 80 km Entfernung.

## Geschichte
Die Gemeindeteile von Dunasziget wurde im 18. Jahrhundert erstmals unter den Namen Cikolasziget, Doborgazsziget und Sérfenyősziget erwähnt. Während eines Hochwassers im Jahr 1954 musste die Bevölkerung von Dunasziget evakuiert werden. Durch das Hochwasser wurden weite Teile der Gemeinde zerstört und mussten wieder aufgebaut werden. Im Jahr 1969 wurden diese drei Dörfer unter dem Namen Dunasziget vereinigt.

## Politik
Bürgermeister ist Benjamin Csaba Cseh.

### Städtepartnerschaften
Es besteht eine Städtepartnerschaft mit der Gemeinde Forstinning in Oberbayern.

## Wirtschaft
Die Wirtschaft in Dunasziget ist geprägt durch viele kleine landwirtschaftliche Betriebe, aber auch durch einige Tourismusbetriebe wie Pensionen, Kanuverleih und Zeltplätze. 

## Bildung
In Dunasziget gibt es einen Kindergarten sowie eine Grundschule. Die im 19. Jahrhundert gegründete Timaffy-Endre-Grundschule wird derzeit von 66 Schülern besucht, welche in 8 Klassen aufgeteilt sind. Die Finanzierung der Schule erfolgt durch das Kolpingwerk.

## Kultur und Sehenswürdigkeiten
- Römisch-Katholische Herz-Jesu-Kirche
- Jahrtausendgedenkstätte (2000)
- Ökopark mit Auenwäldern
- Badestrand